# Lyngdal
Lyngdal és un municipi situat al comtat d'Agder, Noruega. Té 8.497 habitants (2016) i té una superfície de 391 km². El centre administratiu del municipi és el poble d'Alleen.